# Mount Bearskin
Mount Bearskin är ett berg i Antarktis. Det ligger i Västantarktis. Chile gör anspråk på området. Toppen på Mount Bearskin är 2 850 meter över havet.
Terrängen runtMount  Bearskin är varierad. Trakten är obefolkad. Det finns inga samhällen i närheten. 